# Mandinkové
Mandinkové (též Mandingové nebo Malinkové) jsou skupinou jazykově příbuzných etnik tvořících jednu z nejpočetnějších etnických skupin západní Afriky. Jejich populace je odhadována na 15 milionů. Mandinkové žijí především na Pobřeží slonoviny, v Guineji, Mali, Nigérii, Gambii, Senegalu a v Burkině Faso. Mandinkové zachovávají klanovou patriarchální strukturu a žijí v menších prostých vesnicích v savanách Sahelu. Jejich hlavní obživou je zemědělství. Většina Mandinků jsou muslimové.

## Dějiny
Dnešní Mandinkové jsou potomky zakladatelů středověké Říše Mali (odtud méně užívané označení Malinkové), která svého největšího rozkvětu dosáhla pod vládou věhlasného mandinského krále Sundiaty Keity. Svou nezávislost na někdejších říších Mandinkové získali již ve 13. století. Posléze vytvořili říši, která se rozkládala napříč západní Afrikou. Mandinkové migrovali s vidinou dalších územních zisků a lepších životních podmínek směrem na západ od povodí řeky Niger. Během expanze ovládli území od dnešní Gambie až po Guineu. Pravděpodobně byli také jednou z původních skupin, které obývaly starobylé město Djenné-Jeno. V západních oblastech (sever Pobřeží slonoviny, Burkina Faso a jižní Mali), Mandinkové strategicky osidlovali okolí obchodních cest. Větev Mandinků, která zakládala osady soustřeďující se u obchodních křižovatek, dolů a zemědělských oblastí, se označuje jako Dyoulové (výraz pro „obchodníka“ v jazyce Mandé).
Během nadvlády Mansá Músy (1320–1358 n. l.) někteří z Mandinků z nižších společenských vrstev konvertovali k islámu. Většina Mandinků byla v té době ještě stále vyznavači animistického náboženství, a to až do počátku 18. století. K islámu masově konvertovali až po sérii střetů s kmenem Fulů a během konfliktů mezi státy říše Kaabu.
V 16., 17. a 18. století byla asi třetina populace Mandinků zotročena a poslána do Severní i Jižní Ameriky. Potomci Mandinků tak dnes tvoří významnou část současného afroamerického obyvatelstva USA.

### Mandinské války

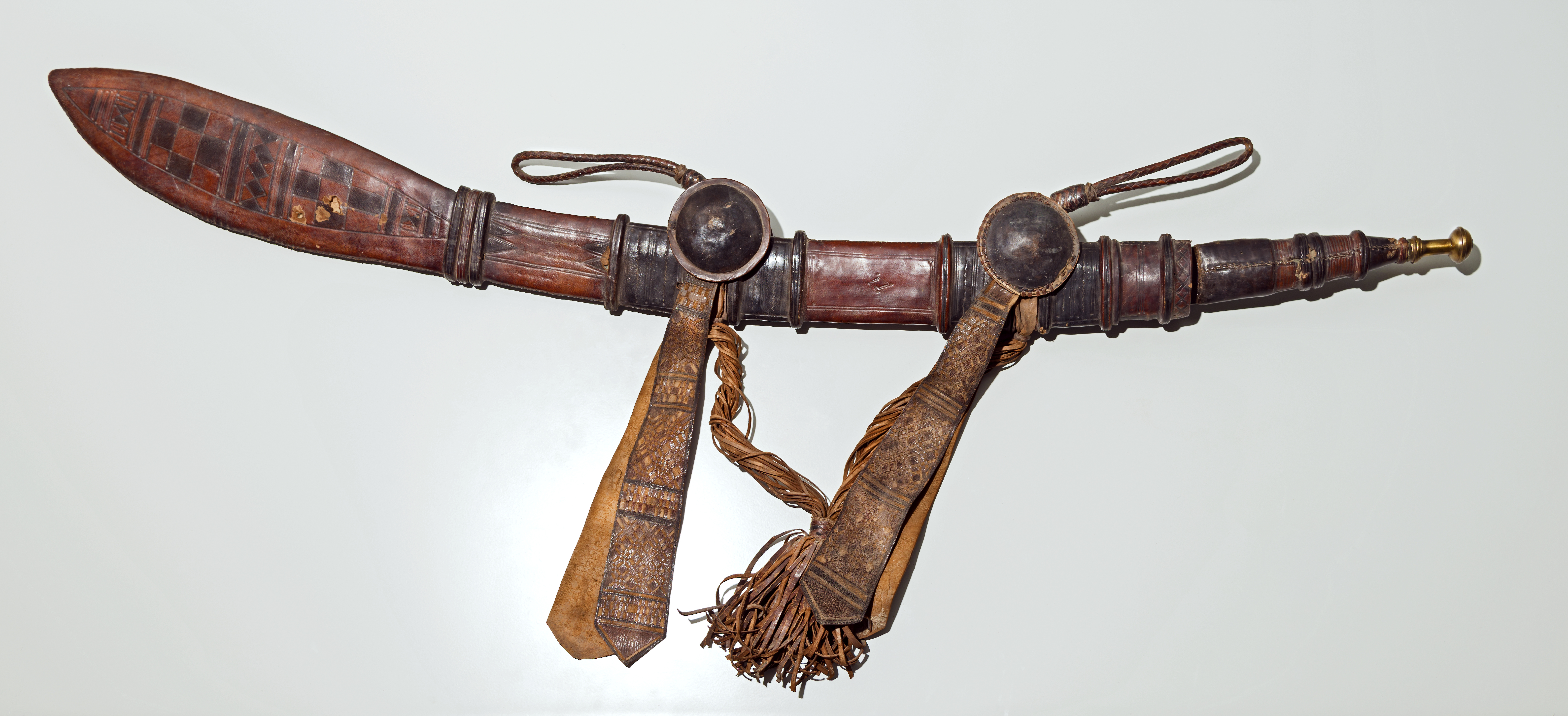
šavle Mandinků

Mandinskými válkami je označována série konfliktů v letech 1883–1898 mezi Francií a mandinským vojenským impériem Wassoulu, v jehož čele stál Samory Touré.
První mandinská válka, 1883–1886
Samory vzdoroval snahám Francouzů o vytvoření impéria v západní Africe. Do války Mandinkové s Francouzi vstoupili roku 1883. Francouzské jednotky ovládly říční přístav Bamoko na Nigeru, uskutečnily úspěšnou ofenzívu a donutili Samoryho přijmout řeku Niger jako hranici své říše.
Druhá mandinská válka, 1894–1895
Samory porazil francouzské jednotky a dočasně ukončil existenci francouzského protektorátu nad Pobřežím slonoviny.
Třetí mandinská válka, 1898
Z posledního a rozhodujícího střetu vyšli vítězně Francouzi, kteří tak ovládli Pobřeží slonoviny. Samory byl zajat a vyhnán do exilu.

## Jazyk
Mandinka, jazyk Mandinků, přísluší spolu s příbuznými jazyky dyula, bozo a bambara k větvi mandé nigero-konžské jazykové rodiny. V závislosti na zemi, ve které žijí, se podoba jazyka mění. Význam mluveného slova značně odvisí od přízvuku.
Ukázka:
```
Řekni mu to. = « A fo a ye. » 
[
2
]

výslovnost: [A faa ye]
```

Ukázka nuancí přízvuku:
```
Pes není v buši. = « Wuloo te wuloo kono. » 
[
2
]

správný přízvuk: [wul
oo
 te 
wu
loo kono]
```

V Gambii je mandinka mateřským jazykem 45 % populace, dalších 25 % jej ovládá jako druhý jazyk. Není však jazykem úředním. Odhad mluvčích v USA čítá několik tisícovek.

## Populace Mandinků
Nejvíce Mandinků žije na Pobřeží slonoviny, v Guineji, Mali, Burkině Faso a Nigérii. Méně početné komunity pak tvoří v sousedních západoafrických zemích.
Odhad populace Mandinků v jednotlivých afrických státech:
- 3 123 420 – 20 % populace na Pobřeží slonoviny Ivory coast - ETHNIC GROUPS AND LANGUAGES
- 3 063 431 – 30 % populace v Guineji Ethnic groups - Guinea
- 2 638 988 – 22 % populace v Mali
- 1 984 200 – 15 % populace v Burkině Faso
- 1 900 901 – 15 % populace v Nigérii
- 714 000 – 42 % populace v Gambii Mandinka Tribe, Gambia
- 687 822 –   7 % populace v Senegalu Mandingo, Mandinka of Senegal
- 465 813 – 8,5 % populace v Sierra Leone
- 461 785 –   5 % populace v Čadu
- 306 900 – 10 % populace v Mauretánii
- 208 180 – 13 % populace v Guineji-Bissau Ethnic groups - Guinea-Bissau
- 150 300 –   5 % populace v Libérii

Kromě Gambie nejsou Mandinkové v žádné zemi majoritním etnikem. Potomci Mandinků, kteří byli odvezeni z Afriky jako otroci, žijí především ve Spojených státech, řídce i v Evropě.

## Způsob života
Mandinkové jsou drobnými zemědělci, jejichž živobytí závisí na pěstování podzemnice olejné, rýže, čiroku a prosa. Podél toků řek se také věnují rybolovu.
Mandinští muži během období dešťů vysévají podzemnice. Burské oříšky jsou nejdůležitější tržní plodinou Mandinků a také hlavní složkou jejich potravy. Ženy se věnují výsevu na rýžových polích. Po zbytek roku většina žen zůstává doma a věnuje se péči o děti a chod domácnosti.
Mandinkové se také věnují chovu ovcí, koz, či drůbeže.
Navzdory převládající orientaci na zemědělství se někteří Mandinkové také zabývají krejčovinou, řeznictvím, nebo se živí jako taxikáři, vojáci, či dřevorubci.
Příbytky Mandinků jsou prosté – kruhové chatrče vyrobené z bahna, se střechou pokrytou slámou, palmovými listy, došky, nebo plátem plechu. Ženy mají vždy vlastní příbytek a také vlastní zásobárnu potravin.
Mandinkové žijí v jedné z nejchudších oblastí světa. Onemocnění jako malárie, průjmy a akutní infekce dýchacích cest mají každoročně na svědomí mnoho životů a jsou také příčinou vysoké dětské úmrtnosti. Výše dětské úmrtnosti je 120 dětí na 1 000 narozených. Osmdesát procent dětí trpí chronickou podvýživou. Průměrná délka života Mandinků je pouhých 50 let. Průměrný roční příjem na osobu je méně než 300 $. Kvůli obživě Mandinků silně závislé na úrodě a rozmarech počasí žije většina drobných rolníků na hraně samotného přežití.

## Náboženství
Dnes je více než 99 % Mandinků muslimy. Arabštině koránu ale ve skutečnosti rozumí jen velmi málo z nich. Většina Mandinků vyznává jak učení proroka Muhammeda spolu s koránem, tak i tradiční prvky a praktiky související s jejich pověrčivostí a animistickými kořeny. Mandinkové věří, že je svět ovládán zlými duchy a čarodějnicemi. Zlé síly mohou být kontrolovány jen silou marabouta, který zná speciální ochranné formule. Žádné z důležitých rozhodnutí není učiněno bez konzultace s maraboutem. Maraboutové mimo jiné píší úryvky z koránu na kousky papíru a vkládají je do malých kožených pouzder. Ta jsou pak prodávána a nošena jako ochranné amulety.
Děti Mandinků dostávají jméno, obvykle zvolené podle významného člena rodiny, sedm dní po narození. Bezprostředně po narození dítěte přichází místní náboženská autorita a novorozenci do ucha zašeptá „Alláh je jediným bohem a Muhammad je jeho prorokem“. Od této chvíle je dítě muslimem.
Malá část Mandinků konvertovala ke křesťanství. Většinově muslimskou populací jsou ale vnímáni jako zrádci společnosti, dědictví a předků Mandinků. Konvertité byli proto vyhnáni z vesnic a jejich rodiny se jich zřekly.

## Tradice

### Vstup do dospělosti
Děti Mandinků podstupují před vstupem do dospělosti zvláštní rituál, který pro ně symbolizuje konec dětství. Přibližně ve věku 14 až 16 let jsou děti, jak chlapci, tak i dívky, ve skupinách oddělených dle pohlaví obřezávány. Skupiny dětí stráví až rok v buši, kde se mezi nimi vytváří silné pouto, které trvá po celý život. Během tohoto času se děti učí svým dospělým povinnostem a pravidlům chování. Děti Mandinků také pronikají do tajů dospělosti skrze tajné písně, které je seznamují s tím, co znamená být příslušníkem kmene Mandinků, a jak se mají chovat k opačnému pohlaví. Vstup do dospělosti je ve vesnicích provázen oslavami spojenými s tancem a předáváním darů.

### Manželství
Sňatky jsou obvykle předem naplánovány rodinou nevěsty. Námluvy probíhají v souladu se zemědělskou tradicí – hořký plod koly je nápadníkem poslán stařešinům z rodiny nastávající. Je-li plod přijat, námluvy mohou začít.
Mandinkové praktikují polygamii, která je v místním rodovém systému zakořeněna už od předislámských dob. Podle práva může mít muž až čtyři manželky, je-li schopen je všechny stejně zabezpečit. Sňatky mezi velmi mladými dívkami a muži s velkým věkovým rozdílem nejsou výjimkou. Mandinkové věří, že největší chloubou ženy je schopnost plodit děti, zvláště pak syny. První z manželek má mezi dalšími hlavní slovo. Autoritou rodiny je však muž, který je zodpovědný za ošacení a nasycení rodiny. Od manželek se očekává, že spolu budou žít v souladu. Sdílejí tak zodpovědnost za domácnost, vaření, praní prádla a péči o děti.

### Organizace společnosti
Většina Mandinků žije v menších tradičních rolnických vesnicích, tvořených rodinnými klany stejného příjmení. Vesnice Mandinků jsou poměrně autonomní a samosprávné. Společnost Mandinků je patriarchálně uspořádaná – v čele vesnice stojí náčelník a skupina místních stařešinů.
Neméně důležitou roli hraje Marabou, tedy místní šaman, spolu s imámem, náboženským vůdcem. Ženy mají svůj vlastní protějšek – ženu, která se zabývá obřezáváním děvčátek, léčením a výchovou dětí.
V některých oblastech dodnes převládá dělba obyvatelstva na svobodné, řemeslníky a otroky.

## Kultura a vzdělávání
Mandinkové jsou společenstvím silně kulturně provázaným s ústní lidovou tradicí. Vzdělávání probíhá skrze příběhy, písně a pořekadla. Vliv západního stylu vzdělávání je minimální a schopnost Mandinků číst v latince je tak velmi nízká. Nicméně více než polovina dospělé populace dokáže číst v místním arabském písmu. Běžné jsou menší muslimské školy, v nichž je vyučována arabština.
Kultura Mandinků je velmi bohatá na tradice, duchovní život i umění, zejména hudbu. Typickým hudebním nástrojem mandinských umělců je djembe a kora – unikátní 21strunný nástroj vyrobený z tykve, pokrytý kraví kůží. Hru na koru doprovází zpěv Griotů – místních potulných muzikantů. Mandinští hudebníci, zejména famózní hráči na koru a Grioté, jsou vysoce cenění a proslavení napříč celým kontinentem.

### Významné osobnosti
Seznam vybraných významných osobností mandinského původu podle země:
Sierra Leone
- Alhaji Ahmad Tejan Kabbah, prezident Sierry Leone v letech 1996–2007
- Karamoh Kabba, novinář a spisovatel
- Lansana Baryoh, fotbalová hvězda
- Sidique Mansaray, fotbalová hvězda

Guinea
- Samory Touré, zakladatel říše Wassoulou, islámského vojenského státu, který odolával francouzské expanzi v západní Africe
- Sekou Touré, prezident Guineje v letech 1958–1984, pravnuk Samoryho Touré
- Sekouba Bambino, hudebník
- Fodé Mansaré, fotbalová hvězda
- Daouda Jabi, fotbalová hvězda
- Mamadi Kaba, fotbalová hvězda
- N'Faly Kouyaté, hudebník
- Kaba Diawara, fotbalová hvězda
- Mamady Keïta, hudebník
- Mory Kanté, první africký rockový hudebník
- Alhassane Keita, fotbalová hvězda
- Demba Camara, zpěvák
- Sori Kandia, hudebník
- Sékou Diabaté, legendární kytarista

Mali
- Mansa Musa, nejslavnější a nejoslavovanější z císařů Mali
- Sundiata Keita, zakladatel Říše Mali
- Modibo Keita, prezident Mali v letech 1960–1968
- Salif Keita, albínský afro-popový hudebník a textař, potomek z linie Sundiata Keity
- Toumani Diabaté, hudebník
- Massa Makan Diabaté, historik, spisovatel a dramatik
- Moussa Kouyate, hudebník
- Saidu Keita, fotbalová hvězda
- Baba Sissoko, hudebník
- Aoua Kéita, politik a aktivista
- Mamady Sidibe, fotbalová hvězda
- Mohamed Sissoko, fotbalová hvězda
- Soumaila Coulibaly, fotbalová hvězda
- Amadou Toumani Touré, prezident Mali v letech 2002–2012

Pobřeží slonoviny
- Henriette Diabaté, politička a spisovatelka
- Kolo Touré, fotbalová hvězda
- Salomon Kalou, fotbalová hvězda
- Arouna Koné, fotbalová hvězda
- Abdul Kader Keïta, fotbalová hvězda
- Bakari Koné, fotbalová hvězda
- Bonaventure Kalou, fotbalová hvězda
- Yaya Touré, fotbalová hvězda
- Alpha Blondi, reggae hudebník
- Aicha Koné, zpěvačka

Senegal
- Seckou Keita, hudebník
- Souleymane Diawara, fotbalová hvězda
- Alhajj Sidia Jaabi, muslimský učenec
- Babou Jobarteh, legendární hráč na koru

Gambie
- Dawda Jawara, prezident Gambie v letech 1962–1994
- Jatto Ceesay, fotbalová hvězda
- Foday Musa Suso, hudebník
- Lalo Kebba Drammeh, legendární hráč na koru
- Omar Faderah, muslimský učenec a kazatel
- Jali-Kemo Kuyateh, Griot a expert v jazyce mandinka
- Kang Kaleefa Jaabi, proslavený muslimský učenec a překladatel koránu do jazyka mandinka
- Wandifeng Jobarteh, legendární hráč na koru, skladatel a textař

Burkina Faso
- Amadou Coulibaly, fotbalová hvězda
- Cheick Kongo, mistr bojových umění